# Liste der Nummer-eins-Hits in Spanien (1963)
Dies ist eine Liste der Nummer-eins-Hits in Spanien im Jahr 1963. Sie basiert auf den offiziellen Chartlisten der Asociación Fonográfica y Videográfica de España (AFYVE, heute Promusicae), der spanischen Landesgruppe der IFPI.

| | Liste der Nummer-eins-Hits in Spanien | Liste der Nummer-eins-Hits in Spanien | Liste der Nummer-eins-Hits in Spanien                       | 1964 →                    |
| \| Zeitraum \| Wo. ges. \| Interpret \| Titel Autor(en) \| Zusätzliche Informationen \| \| (Zeitraum, Wochen auf Platz eins, Interpret, Titel, Autor[en], zusätzliche Informationen) \| \| \| \| \| \| ----------------------------------------------------------------------------------------- \| -------- \| --------------------------- \| ----------------------------------------------------------- \| ------------------------- \| \| 31. Dezember 1962 – 6. Januar 1963 1 Woche \| 1 \| Los Hermanos Rigual \| Cuando Calienta el Sol \| – \| \| 7. Januar 1963 – 20. Januar 1963 2 Wochen (insgesamt 6) \| 6 \| Dúo Dinámico \| Balada Gitana \| – \| \| 21. Januar 1963 – 3. März 1963 6 Wochen \| 6 \| Gilbert Bécaud \| Et Maintenant \| – \| \| 4. März 1963 – 24. März 1963 3 Wochen \| 3 \| Richard Anthony \| J’Entends Siffler Le Train (500 Millas) \| – \| \| 25. März 1963 – 31. März 1963 1 Woche \| 1 \| Elvis Presley \| Return to Sender Winfield Scott, Otis Blackwell \| – \| \| 1. April 1963 – 28. April 1963 4 Wochen \| 4 \| Leonard Bernstein y Otros \| María (B.S.O. West Side Story) \| – \| \| 29. April 1963 – 26. Mai 1963 4 Wochen (insgesamt 9) \| 9 \| Françoise Hardy \| Tous les garçons et les filles Françoise Hardy, Roger Samyn \| – \| \| 27. Mai 1963 – 2. Juni 1963 1 Woche \| 1 \| Los Teen Tops \| La Plaga \| – \| \| 4. Juni 1963 – 23. Juni 1963 3 Wochen \| 3 \| Ennio Sangiusto \| Chariot (La Tierra) \| – \| \| 24. Juni 1963 – 30. Juni 1963 1 Woche \| 1 \| Enrique Guzmán \| Cien Kilos De Barro (A Hundred Pounds of Clay) \| – \| \| 1. Juli 1963 – 21. Juli 1963 3 Wochen (insgesamt 9) \| 9 \| Françoise Hardy \| Tous les garçons et les filles Françoise Hardy, Roger Samyn \| – \| \| 22. Juli 1963 – 28. Juli 1963 1 Woche \| 1 \| Cliff Richard & The Shadows \| Summer Holiday Bruce Welch, Brian Bennett \| – \| \| 29. Juli 1963 – 11. August 1963 2 Wochen (insgesamt 9) \| 9 \| Françoise Hardy \| Tous les garçons et les filles Françoise Hardy, Roger Samyn \| – \| \| 12. August 1963 – 13. Oktober 1963 9 Wochen \| 9 \| Enrique Guzmán \| Dame Felicidad \| – \| \| 14. Oktober 1963 – 27. Oktober 1963 2 Wochen \| 2 \| Sylvie Vartan \| Et Ècoutant La Pluie (Rhythm of the Rain) \| – \| \| 28. Oktober 1963 – 1. Dezember 1963 5 Wochen \| 5 \| Dúo Dinámico \| Amor De Verano \| – \| \| 2. Dezember 1963 – 12. Januar 1964 6 Wochen \| 6 \| Luis Aguilé \| Dile (Tell Him) \| – \| |                                       |                                       |                                                             |                           |
| |                                       |                                       |                                                             | → 1964 →                  |
| Zeitraum | Wo. ges.                              | Interpret                             | Titel Autor(en)                                             | Zusätzliche Informationen |
| (Zeitraum, Wochen auf Platz eins, Interpret, Titel, Autor[en], zusätzliche Informationen) |                                       |                                       |                                                             |                           |
| 31. Dezember 1962 – 6. Januar 1963 1 Woche | 1                                     | Los Hermanos Rigual                   | Cuando Calienta el Sol                                      | –                         |
| 7. Januar 1963 – 20. Januar 1963 2 Wochen (insgesamt 6) | 6                                     | Dúo Dinámico                          | Balada Gitana                                               | –                         |
| 21. Januar 1963 – 3. März 1963 6 Wochen | 6                                     | Gilbert Bécaud                        | Et Maintenant                                               | –                         |
| 4. März 1963 – 24. März 1963 3 Wochen | 3                                     | Richard Anthony                       | J’Entends Siffler Le Train (500 Millas)                     | –                         |
| 25. März 1963 – 31. März 1963 1 Woche | 1                                     | Elvis Presley                         | Return to Sender Winfield Scott, Otis Blackwell             | –                         |
| 1. April 1963 – 28. April 1963 4 Wochen | 4                                     | Leonard Bernstein y Otros             | María (B.S.O. West Side Story)                              | –                         |
| 29. April 1963 – 26. Mai 1963 4 Wochen (insgesamt 9) | 9                                     | Françoise Hardy                       | Tous les garçons et les filles Françoise Hardy, Roger Samyn | –                         |
| 27. Mai 1963 – 2. Juni 1963 1 Woche | 1                                     | Los Teen Tops                         | La Plaga                                                    | –                         |
| 4. Juni 1963 – 23. Juni 1963 3 Wochen | 3                                     | Ennio Sangiusto                       | Chariot (La Tierra)                                         | –                         |
| 24. Juni 1963 – 30. Juni 1963 1 Woche | 1                                     | Enrique Guzmán                        | Cien Kilos De Barro (A Hundred Pounds of Clay)              | –                         |
| 1. Juli 1963 – 21. Juli 1963 3 Wochen (insgesamt 9) | 9                                     | Françoise Hardy                       | Tous les garçons et les filles Françoise Hardy, Roger Samyn | –                         |
| 22. Juli 1963 – 28. Juli 1963 1 Woche | 1                                     | Cliff Richard & The Shadows           | Summer Holiday Bruce Welch, Brian Bennett                   | –                         |
| 29. Juli 1963 – 11. August 1963 2 Wochen (insgesamt 9) | 9                                     | Françoise Hardy                       | Tous les garçons et les filles Françoise Hardy, Roger Samyn | –                         |
| 12. August 1963 – 13. Oktober 1963 9 Wochen | 9                                     | Enrique Guzmán                        | Dame Felicidad                                              | –                         |
| 14. Oktober 1963 – 27. Oktober 1963 2 Wochen | 2                                     | Sylvie Vartan                         | Et Ècoutant La Pluie (Rhythm of the Rain)                   | –                         |
| 28. Oktober 1963 – 1. Dezember 1963 5 Wochen | 5                                     | Dúo Dinámico                          | Amor De Verano                                              | –                         |
| 2. Dezember 1963 – 12. Januar 1964 6 Wochen | 6                                     | Luis Aguilé                           | Dile (Tell Him)                                             | –                         |